# 6549 Skryabin
6549 Skryabin este un asteroid din centura principală de asteroizi.

## Descriere
6549 Skryabin este un asteroid din centura principală de asteroizi. A fost descoperit pe 13 august 1988 la Observatoire de Haute-Provence de Eric Walter Elst. Asteroidul prezintă o orbită caracterizată de o semiaxă mare de 2,35 ua, o excentricitate de 0,13 și o înclinație de 7,1° în raport cu ecliptica.